# 리히텐슈타인 U-17 축구 국가대표팀
리히텐슈타인 U-17 축구 국가대표팀(독일어: liechtensteinische Fussballnationalmannschaft der U-17-Junioren)은 리히텐슈타인을 대표하는 17세 이하의 축구 국가대표팀으로, 리히텐슈타인의 축구 관리 기관인 리히텐슈타인 축구 협회의 관리를 받는다. 1998년에 처음으로 UEFA U-17 축구 선수권 대회에 참가했다.